# Nunn (Familienname)
Nunn ist ein englischer Familienname.

## Namensträger
- Adam Nunn (* 1985), englischer Fußballschiedsrichterassistent
- Anthony Nunn (* 1927), britischer Hockeyspieler
- Astrid Nunn (* 1956), deutsche Altorientalistin
- Ben Nunn (* 1989), englischer Fußballspieler
- Bill Nunn (Scout) (1924–2014), US-amerikanischer American-Football-Spielerscout
- Bill Nunn (1953–2016), US-amerikanischer Schauspieler
- Christine Nunn (* 1991), australische Squashspielerin
- Cyrill Nunn (* 1958), deutscher Diplomat
- David Alexander Nunn (1833–1918), US-amerikanischer Politiker
- Ellie Nunn (* 1991), britische Schauspielerin und Sängerin
- Garry Nunn (* 1989), kanadischer Eishockeyspieler
- Glynis Nunn (* 1960), australische Leichtathletin und Olympiasiegerin
- John Nunn (Seemann) (1803–nach 1860), britischer Seemann und Autor
- John Nunn (Ruderer) (* 1942), US-amerikanischer Ruderer
- John Nunn (Schachspieler) (* 1955), britischer Schachspieler und Schachtheoretiker
- John Nunn (Leichtathlet) (* 1978), US-amerikanischer Geher
- Joseph Nunn (1905–1968), US-amerikanischer Ingenieur, Entwickler der Baker-Nunn-Kamera
- Kem Nunn (* 1948), US-amerikanischer Romancier und Drehbuchautor
- Kendrick Nunn (* 1995), US-amerikanischer Basketballspieler
- Laurie Nunn, britische Theater- und Drehbuchautorin
- Leslie Nunn (* 1942), australischer Wasserballspieler
- Louie B. Nunn (1924–2004), US-amerikanischer Politiker
- Lucien Lucius Nunn (1853–1925), US-amerikanischer Unternehmer
- Malla Nunn (* 1963), australische Filmemacherin und Schriftstellerin
- Michael Nunn (* 1963), US-amerikanischer Boxer
- Michelle Nunn (* 1966), US-amerikanische NGO-Geschäftsführerin und Politikerin
- Mo Nunn (1938–2018), britischer Ingenieur und Motorsport-Rennstallbetreiber
- Nathan Nunn (* 1974), kanadischer Ökonom und Wirtschaftshistoriker
- Percy Nunn (1870–1944), britischer Pädagoge
- Sam Nunn (* 1938), US-amerikanischer Politiker
- Terri Nunn (* 1959), US-amerikanische Sängerin und Schauspielerin
- Tom Nunn, US-amerikanischer Musikinstrumentenbauer und Improvisationsmusiker
- Trevor Nunn (* 1940), britischer Theater- und Filmregisseur
- Wally Nunn (1920–1965), englischer Fußballspieler
- Zach Nunn (* 1979), US-amerikanischer Politiker